# The Ownerz
Albums de Gang Starr
Full Clip: A Decade of Gang Starr
(1999) Mass Appeal: The Best of Gang Starr
(2006)
The Ownerz est le sixième album studio de Gang Starr, sorti en 2003.
Comparé aux autres sorties de 2003, cet album apparaît comme un album avec un style très Old School. Les sujets traités sont souvent portés sur la nostalgie de la Old School (Skills, Deadly Habitz) mais aussi la violence (Who Got Gunz) et l'hommage aux morts (Eulogy). Quant aux collaborations, elles vont de Fat Joe à M.O.P. en passant par Snoop Dogg ou Jadakiss.
The Ownerz s'est classé 5e au Top R&B/Hip-Hop Albums et 18e au Billboard 200.

## Liste des titres
| No  | Titre                                                         | Contient un (des) sample(s) de | Durée |
| --- | ------------------------------------------------------------- | --- | ----- |
| 1.  | Intro (HQ, Goo, Panch)                                        | | 0:46  |
| 2.  | Put Up Or Shut Up (featuring Krumbsnatcha)                    | A Hot Day in Harlem des Rimshots Wrath of My Madness de Queen Latifah The Murder de Bernard Herrmann Natures Shine de Nature | 3:15  |
| 3.  | Werdz From the Ghetto Child (featuring Smiley)                | Coffee Cold de Galt MacDermot | 1:09  |
| 4.  | Sabotage                                                      | Bump Me de Smoked Sugar Moment of Truth de Gang Starr Dragnet Theme de Miklós Rózsa et Walter Schumann | 2:22  |
| 5.  | Rite Where U Stand (featuring Jadakiss)                       | Gonna Keep Tryin' Till I Win Your Love des Temptations Da Bridge 2001 de QB Finest | 3:37  |
| 6.  | Skills                                                        | Intro de Rakim Rapper Dapper Snapper d'Edwin Birdsong Shadows du Mysterious Flying Orchestra Rappers R. N. Dainja de KRS-One Just to Get a Rep de Gang Starr Bring the Noise de Public Enemy | 3:17  |
| 7.  | Deadly Habitz                                                 | Beverly Hills de Steve Gray | 4:12  |
| 8.  | Nice Girl, Wrong Place (featuring Boy Big)                    | Kung Fu de Curtis Mayfield | 3:32  |
| 9.  | Peace of Mine                                                 | The Ipcress File de John Barry Boom de Royce da 5'9" | 3:01  |
| 10. | Who Got Gunz (featuring Fat Joe et M.O.P.)                    | Maybe This Will Be The Morning de Chuck Jackson Part II de Method Man et Redman featuring Toni Braxton Tonz o Gunz de Gang Starr The First Time Ever I Saw Your Face de Roberta Flack The Garden Freestyle de The Notorious B.I.G. et Big Daddy Kane featuring 2Pac, Big Scoob et Shyheim Keep It Thoro de Prodigy | 3:36  |
| 11. | Capture (Militia Pt. 3) (featuring Big Shug et Freddie Foxxx) | Trapped d'Elmer Bernstein Much More de De La Soul featuring Yummy Bingham The Militia de Gang Starr featuring Big Shug et Freddie Foxxx New York Strait Talk de Gang Starr Public Enemy No. 1 de Public Enemy Burn Rubber on Me (Why You Wanna Hurt Me) du Gap Band F.A.L.A. de Gang Starr featuring Big Shug      | 3:23  |
| 12. | PLAYTAWIN                                                     | Full Clip de Gang Starr I Need You Right Now de Jr. Walker & the All Stars featuring Thelma Houston How U Get a Record Deal de Big Daddy Kane | 3:11  |
| 13. | Riot Akt                                                      | Theme From Summer of 42 de Maynard Ferguson | 4:04  |
| 14. | (Hiney)                                                       | Grindin' de Clipse | 1:31  |
| 15. | Same Team, No Games (featuring NYG'z et H. Stax)              | Say It Loud, I'm Black and I'm Proud de James Brown Ain't That Loving You (For More Reasons Than One) de Lou Rawls The Streets (Re-Twist) de WC featuring Nate Dogg et Snoop Dogg Rock Box de Run–D.M.C. The Militia de Gang Starr featuring Big Shug et Freddie Foxxx                                             | 3:44  |
| 16. | In This Life... (featuring Snoop Dogg et Uncle Reo)           | Distant Thoughts d'Hiroshima Rule de Nas featuring Amerie | 3:03  |
| 17. | The Ownerz                                                    | 2000 B.C. (Before Canibus) de Canibus Above The Clouds de Gang Starr featuring Inspectah Deck Tryin to Get the Feeling Again de Lonnie Youngblood Raptivity de Ronnie Gee The Real Grandmaster (Master Dub) de The Two                                                                                             | 2:57  |
| 18. | Zonin'                                                        | The Junkies de Coleridge-Taylor Perkinson featuring Leon Ware Mass Appeal de Gang Starr Life is What You Make It de Nas featuring DMX Show & Prove de Pitch Black | 2:54  |
| 19. | Eulogy                                                        | | 2:54  |

| 20. | Natural     | 2:46 |
| 21. | Tha Squeeze | 3:29 |